# Associated Aviation
Associated Aviation war eine nigerianische Fluggesellschaft mit Sitz in Ikeja und Basis auf dem Flughafen Lagos. Associated Aviation wurde 1996 gegründet und flog Ziele in Nigeria und Westafrika an.

## Flotte
Mit Stand Februar 2018 besaß Associated Aviation drei Flugzeuge des Typs Embraer EMB 120 Brasilia (eine inaktiv) mit einem Durchschnittsalter von 30,5 Jahren.
In der Vergangenheit betrieb Associated Aviation weitere  Embraer EMB 120 und Embraer ERJ 145.

## Zwischenfälle
Am 3. Oktober 2013 verunglückte eine Embraer EMB 120 mit dem Luftfahrzeugkennzeichen 5N-BJY kurz nach dem Start vom Flughafen Lagos nach Akure. Von 20 Personen an Bord kamen 15 ums Leben. An Bord des Charterfluges SCD-361 befanden sich neben der siebenköpfigen Besatzung 15 Familienmitglieder und der Sarg von Gouverneur Olusegun Agagu. Einer der fünf überlebenden Passagiere war der Sohn des Gouverneurs. Die nigerianische  Luftfahrtbehörde Nigeria Civil Aviation Authority (NCAA) hatte bis auf weiteres sämtliche Flüge der Fluggesellschaft suspendiert, da sich herausstellte, dass die Fluggesellschaft nicht nach den ICAO-Richtlinien versichert war (siehe auch Associated-Aviation-Flug 361).